# NSU 9PS
La 9/18 HP, la 9/22 HP e la 9/27 HP sono tre autovetture di fascia alta prodotte tra il 1909 ed il 1912 dalla Neckarsulmer Fahrradwerke AG,  la Casa automobilistica tedesca che in seguito sarebbe divenuta nota come NSU. L'unità di misura HP, utilizzata per questo e per gli altri modelli NSU prodotti prima dell'avvento della prima guerra mondiale, fu mutata in PS (Pferdestärken) dopo l'arrivo di tale evento per tagliare ogni legame con il Regno Unito, avversario dell'Impero Tedesco durante la guerra. Per questo, tali modelli possono essere indicati indifferentemente in entrambi i modi.

## Storia e profilo
Presentata alla fine del 1909, ma commercializzata a partire dal gennaio dell'anno seguente, la 9/18 HP fu il primo di questi tre modelli ad esordire, e fu chiamata a sostituire il vecchio modello 8/15 HP. La 9/18 HP fece parte di un progetto congiunto che mirò anche alla realizzazione di una vettura di fascia inferiore, quella che poi sarebbe stata commercializzata con la denominazione di 6/14 HP, quest'ultima destinata invece a sostituire la 6/12 HP. Da qui si intravede la volontà da parte della NSU di elevare gradualmente i modelli di fascia medio-bassa ad un livello più alto, avvicinandosi piano piano a segmenti più alti.

### La 9/18 HP
Data la sua genesi progettuale, la 9/18 HP si trovò a condividere con la 6/14 HP lo stesso telaio a longheroni e traverse in acciaio, lo stesso cambio manuale a 3 marce, le stesse sospensioni a balestre semiellittiche longitudinali e lo stesso impianto frenante a ceppi agenti sull'albero di trasmissione. Il telaio era comunque una versione leggermente allungata di quello utilizzato per la 6/12 HP ed anche per la già citata 8/15 HP. Le differenze, oltre che nella misura degli pneumatici, stavano essenzialmente nel motore. Quest'ultimo nacque direttamente dall'unione di due bicilindrici derivati da quello che nello stesso periodo equipaggiava la "piccola" 5/10 HP. Tali bicilindrici furono fusi in un unico blocco, perciò non si trattò più di un motore biblocco come invece era accaduto in altri precedenti modelli della Casa tedesca. Furono conservate anche le misure di alesaggio e corsa, pari a 75 x 125 mm (nella "sorella minore", la 6/14 HP, la corsa fu invece ridotta fino ad 88 mm), ma la presenza di quattro cilindri anziché due fece sì che la cilindrata complessiva fosse di 2.208,9 cm3, cioè esattamente il doppio della cilindrata di un bicilindrico originario. La distribuzione fu di tipo misto, ossia con valvole di scarico su un lato e valvole di aspirazione in alto (schema con testata ad L). Con tali caratteristiche, questo motore fu in grado di sviluppare una potenza massima di 22 CV a 1.400 giri/min (nonostante la denominazione sembri prefigurare una potenza inferiore), quanto bastava per raggiungere una velocità massima di 70 km/h.
La gamma della 9/18 HP si articolò in quattro varianti di carrozzeria, tutte montate su di un unico telaio da 2,65  metri di interasse. Non si ebbe più, quindi, la possibilità di scegliere fra due o anche tre tipi differenti di telaio. Le quattro carrozzeria disponibili erano: single-phaeton a due posti, single phaeton a due posti più uno aggiuntivo sul retro, double-phaeton a quattro posti e landaulet. La carriera di questo modello cominciò all'inizio del 1910 per terminare, senza variazioni di sorta alla gamma, poco più di un anno dopo.

### La 9/22 HP
Verso la fine del 1910, per ottemperare ad una nuova politica fiscale emanata dalle autorità dell'Impero tedesco, la 9/18 HP mutò denominazione in 9/22 HP: in realtà non vi furono grossi aggiornamenti, in quanto si trattò semplicemente di un adattamento della gamma (anche la "sorella minore" cambiò denominazione da 6/14 HP a 6/18 HP) alle nuove leggi. In ogni caso, vale la pena citare l'arrivo dell'accensione a doppio magnete, in luogo della precedente accensione a magnete singolo, ed il nuovo retrotreno con balestre a tre quarti. Migliorò quindi la combustione nella camere di scoppio, mentre l'asse anteriore poté usufruire di una soluzione tecnica che all'epoca era considerata più raffinata.

### La 9/27 HP
Circa un anno dopo l'arrivo della 9/22 HP, la vettura ricevette altri aggiornamenti, questa volta più significativi, e cambiò denominazione in 9/27 HP. Innanzitutto fu impiegato un nuovo telaio con passo allungato di 15 cm, il che permetteva da un lato una maggior stabilità e dall'altro la possibilità di costruirvi sopra carrozzerie leggermente più grandi e confortevoli. Inoltre, il motore fu sottoposto a nuove migliorie che permisero di innalzarne la potenza massima fino a 27 CV a 1800 giri/min. Anche le prestazioni velocistiche migliorarono: la velocità massima raggiungibile fu portata a 75 km/h.
Nel giro di un anno, però, anche la 9/27 HP fu eliminata dal listino NSU. il suo posto venne preso dalla 8/24 HP, leggermente meno potente. Ma chi voleva una modello più brillante poteva optare invece per la NSU 10/30 HP.